# Villa Passano
Villa Passano est une ville de l'Uruguay située dans le département de Treinta y Tres. Sa population est de 55 habitants.

## Population
| Année | Population |
| ----- | ---------- |
| 1963  | -          |
| 1975  | 69         |
| 1985  | 93         |
| 1996  | 53         |
| 2004  | 55         |

Référence,: